# Червена
Черве́на (болг. Червена) — село у Великотирновській області Болгарії. Входить до складу общини Свиштов.

## Населення
За даними перепису населення 2011 року у селі проживали 376 осіб.
Національний склад населення села:
| Національність   | Кількість осіб | Відсоток |
| ---------------- | -------------- | -------- |
| болгари          | 245            | 79,3%    |
| цигани           | 31             | 10,0%    |
| турки            | 23             | 7,4%     |
| Всього відповіли | 309            |          |

Розподіл населення за віком у 2011 році:
Динаміка населення: